# پرواز ۵۹۳ اروفلوت
پرواز ۵۹۳ اروفلوت یک پرواز مسافربری معمولی بود که از فرودگاه بین‌المللی شرمتیوو در مسکو به فرودگاه کای تک در هونگ کونگ می‌رفت. در ۲۳ مارس ۱۹۹۴، هواپیمای ایرباس ای۳۱۰–۳۰۴ اروفلوت در استان کمروو، روسیه به کوه خورد و تمام ۶۳ مسافر و ۱۲ خدمه آن کشته شدند.
شواهدی مبنی بر مشکلات فنی پیدا نشد. صدای کابین خلبان و دستگاه‌های ضبط داده‌های پروازی نشان دادند که دختر ۱۲ساله و پسر ۱۶ساله خلبان پشت فرمان هواپیما بودند. پسر خلبان ندانسته کنترل خلبان خودکار ای۳۱۰ هواپیما را غیرفعال کرده بود. پس خلبان خودکار کاملاً غیرفعال شد و هواپیما یک شیرجه تقریباً عمودی زد. علی‌رغم تلاش برای کنترل هواپیما، افسر اول زیادی آن را بالا کشید و هواپیما دچار واماندگی و چرخش شد. خلبان‌ها توانست دوباره هواپیما را تراز کند ولی از ارتفاع ایمن خیلی پایین آمد و به کوه برخورد کرد. تمام ۷۵ سرنشین آن، در دم جان دادند.

## سانحه
در ۲۳ مارس ۱۹۹۴، هواپیما از فرودگاه بین‌المللی شرمتیوو در مسکو به مقصد فرودگاه کای تک در هونگ کونگ به راه افتاد. ۷۵ سرنشین داشت که ۶۳نفرشان مسافر بودند.
این نخستین پرواز بین‌المللی خلبان دو فرزند خلبان کوردینسکی بود و آن‌ها را به کابین آورد. پنج نفر در کابین بودند: کوردینسکی، دستیار خلبان پیسکاریوف، فرزندان کوردینسکی (الدار و یانا) و خلبانی دیگر به نام ولادیمیر ماکاروف.
کوردینسکی خلبان خودکار را فعال کرد و برخلاف قوانین، فرزندانش را پشت دستگاه کنترل نشاند. اول، دخترش یانا روی صندلی سمت چپ خلبان نشست. کمی بعد، پسرش الدار روی صندی خلبان نشست. برخلاف خواهرش به ستون کنترل دست زد و به مدت ۳۰ ثانیه خلبان خودکار را غیرفعال کرد. این موضوع باعث شد کامپیوتر پرواز، قسمت متحرک بال را به حالت کنترل دستی درآورد ولی همچنان کنترل دیگر سیستم‌ها را در دست داشته باشد. یک چراغ بی صدا روشن شد تا خلبانان متوجه این مسئله جزئی شوند. ظاهراً خلبانان به سیگنال‌های هشدار صدادار عادت داشتند و متوجه نشدند.
الدار پیش از همه متوجه مشکل شد. کمی بعد، نشانگر مسیر پرواز عوض شد. خلبانان ۹ ثانیه گیج شدند و در این مدت، هواپیما تقریباً ۹۰ درجه کج شد. ای۳۱۰ نمی‌تواند هم ارتفاع را حفظ کند و هم چنین چرخش تیزی داشته باشد، پس هواپیما سریع پایین آمد. افزایش نیروی گرانش کنترل دوباره را برای خلبان و خدمه بسیار دشوار کرد. خلبان خودکار دیگر قسمت‌های متحرک بال را کنترل نمی‌کرد، سراغ کنترل‌های دیگرش رفت و دماغه را بالا آورد. در نتیجه، هواپیما کم‌کم دچار واماندگی شد و خلبان خودکار کاملاً غیرفعال شد. چراغ نشانگر دوم روشن شد و خلبانان متوجه این موضوع شدند. همزمان صفحه نمایش خلبان خودکار خاموش شد. برای مقابله با واماندگی، یک سیستم خودکرار دماغه را پایین آورد و آن را دچار شیرجه ناگهانی کرد. با کاهش نیروی گرانش، کوردینسکی روی صندلی اش نشست. پیسکاریوف توانست هواپیما را از حالت شیرجه خارج کند ولی آن را در حالت صعود عمودی قرار داد. با اینکه کوردینسکی و پیسکاریوف کنترل را بدست گرفتند و بال‌ها را تراز کردند، نفهمیدند چقدر کاهش ارتفاع داده‌اند. هواپیما با سرعت عمودی بالا، حدوداً ۷۰متر در ثانیه، دچار سانحه شد و تمام ۷۵ سرنشین آن کشته شدند.
حین سانحه، چرخ دنده‌های فرود باز بودند و مسافران آماده فرود اضطراری بودند. پیش از سانحه هیچ تماس اضطراری گرفته شدو علی‌رغم تلاش‌های دو خلبان برای نجات هواپیما، بعدها مشخص شد که اگر ستون کنترل را رها می‌کردند، خلبان خودکار جلوی واماندگی را می‌گرفت و از سانحه جلوگیری می‌کرد. هیچ ردی از مشکل فنی در هواپیما پیدا نشد.
لاشه هواپیما در یک سرازیری متروک در رشته کوه کازنتسک آلاتا، حدود ۲۰ کیلومتری شرق مژدورچنسک، اوبلاست کمروو، روسیه پیدا شد. در روز دوم جستجو، دستگاه‌های ضبط داده‌های پرواز یافت شد. خانواده‌های قربانیان روسی در محل سانحه گل گذاشتند و خانواده‌های قربانیان چینی کاغذهایی را در اطراف زمین پخش کردند که پیام‌هایی رویشان نوشته شده بود.

## پیامد
خطوط هوایی در ابتدا حضور کودکان را در کابین انکار کردند ولی وقتی مجله روسی اوبوزریواتل در ۲۸ سپتامبر ۱۹۹۴ رونوشتی را منتشر کرد، این موضوع را پذیرفتند. بر این اساس آسوشیتد پرس گفت «خدمه روسی تقریبا موفق به نجات هواپیما شدند». نیویورک تایمز گفت «رونوشت نوار هواپیما نشان می‌دهد که خدمه روسی تقریبا توانستند هواپیمای ایرباس و ۷۵ سرنشین را نجات دهند اما حضور کودکان و ناآشناییشان با هواپیمای خارجی، مانع موفقیتشان شد.»